# Провінції Південно-Африканської Республіки
Південно-Африканська Республіка поділена на дев'ять провінцій (сетсв. diporofense; сесото diprovense; північна сото diprofense; афр. provinsies; зулу izifundazwe; південна ндебеле iimfunda; коса amaphondo; сваті tifundza; венде mavunḓu; тсонга swifundzankulu). У 1994 році були реінтегровані бантустани, і з них та чотирьох вже існуючих провінцій були сформовані дев'ять.
У результаті адміністративної реформи 1994 року (що була проведена задля ликвідації пережитків режиму апартеїду) було створено 9 провінцій. У 1995 році провінції Преторія-Вітватерсранд-Ферінігінг, Східний Трансвааль та Північний Трансвааль було перейменовано у провінції Ґаутенг, Мпумаланга и Північну відповідно. У 2003 році Північна провінція була перейменована на провінцію Лімпопо. У 2006 році адміністративні кордони провінцій були підвержені низці змін.
| Назва                      | Столиця                       | Площа, км² | Населення, ос. (2011) | Густота, ос./км² |
| -------------------------- | ----------------------------- | ---------- | --------------------- | ---------------- |
| Східнокапська провінція    | Бішо                          | 168 966    | 6 562 053             | 38,84            |
| Ґаутенг                    | Йоганнесбург                  | 18 178     | 12 272 263            | 675,12           |
| Західнокапська провінція   | Кейптаун                      | 129 462    | 5 822 734             | 44,98            |
| Квазулу-Наталь             | Пітермаріцбург                | 94 361     | 10 267 300            | 108,81           |
| Лімпопо                    | Полокване                     | 125 754    | 5 404 868             | 42,98            |
| Мпумаланга                 | Нельспрюйт                    | 76 495     | 4 039 939             | 52,81            |
| Північно-Західна провінція | Мафікенг                      | 104 882    | 3 509 953             | 33,47            |
| Північнокапська провінція  | Кімберлі                      | 372 889    | 1 145 861             | 3,07             |
| Фрі-Стейт                  | Блумфонтейн                   | 129 825    | 2 745 590             | 21,15            |
| ЮАР у цілому               | Преторія Кейптаун Блумфонтейн | 1 220 813  | 51 770 560            | 42,41            |